# Anpfiff
Als Anpfiff bezeichnet man im Sport das Signal zum Start eines Spiels durch den Schiedsrichter, der dafür in der Regel eine Trillerpfeife benutzt. Der Anpfiff erfolgt immer zu Beginn des Spiels, zu Beginn jeder Halbzeit und nach einem Tor. In der Regel sind diese Spiele Ballspiele von Mannschaften wie Fußball, Handball, Hockey, Volleyball oder Wasserball.